# Regine (1956)
Regine ist ein deutscher Spielfilm in Schwarzweiß aus dem Jahr 1956 von Harald Braun. Das Drehbuch verfassten Erika Mann, Juliane Kay und Jacob Geis. Es beruht auf Motiven der gleichnamigen Novelle von Gottfried Keller. Die Hauptrollen sind mit Johanna Matz, Erik Schumann, Horst Buchholz und Viktor Staal besetzt. Seine Uraufführung erlebte das Werk am 23. Februar 1956. 

## Handlung
Nach einem zehnjährigen Aufenthalt in England kehrt Martin Lundt, inzwischen Erbe der von seinen Vorfahren gegründeten Hüttenwerke geworden, in seine deutsche Heimat zurück. Bei einem Besuch auf Schloss Caroll, dem Besitz seiner Tante Therese, lernt er deren junge Haushaltshilfe Regine kennen. Für die zwei ist es Liebe auf den ersten Blick. Martin löst die Verlobung mit seiner Jugendfreundin Rita Carsten, der Tochter des benachbarten Grubenbesitzers. Er hat jetzt nur noch den Wunsch, so bald wie möglich Regine zum Traualtar zu führen. Die ihm entgegenschlagenden Warnungen, nicht zuletzt vom Aufsichtsrat der Firma, lassen den jungen Mann kalt. 
Das Glück in der Ehe währt nur kurze Zeit. Regines natürliches Wesen und ihre Art, immer nach dem gesunden Menschenverstand zu handeln, erregen Anstoß in der von steifen Formen beherrschten Gesellschaft. Die jungen Eheleute werden sich zusehends fremder. Eines Tages wirft Martin seiner Frau vor, sie würde ihm gesellschaftlich schaden. Regine will ihrem Gatten, den sie trotz seiner Vorwürfe immer noch liebt, nicht länger im Wege stehen. In einem Abschiedsbrief deutet sie an, dass sie auf die gleiche Weise sterben wolle, wie es einst ihrem Vater widerfahren sei. (Er war Arbeiter bei den Lundt-Werken und verunglückte durch einen Sturz in den glühenden Stahlfluss.) Martin kommt durch Regines Brief zur Besinnung. Gerade noch rechtzeitig kann er seine Frau vor ihrer Dummheit bewahren. Fortan sehen beide wieder gemeinsam einer glücklichen Zukunft entgegen.

## Produktionsnotizen
Die Außenaufnahmen entstanden im Hüttenwerk Rheinhausen im Ruhrgebiet und auf Schloss Sandfort im Münsterland, die Innenaufnahmen in den Ateliers der Bavaria Film im Gründwalder Ortsteil Geiselgasteig. Die Bauten wurden von den Szenenbildnern Robert Herlth und seinem Bruder Kurt Herlth geschaffen. 

## Kritik
Das Lexikon des internationalen Films bemerkt lapidar, es handle sich um eine zeitferne Unterhaltung gehobenen Stils, wie sie in den 1950er Jahren geschätzt worden sei.

## Quelle
- Programm zum Film: Illustrierte Film-Bühne, Vereinigte Verlagsgesellschaften Franke & Co. KG, München 2, Nummer 3128